# BNP Paribas Masters 2016
BNP Paribas Masters 2016 — профессиональный теннисный турнир, в 45-й раз проводившийся в Париже, Франция на закрытых кортах с покрытием типа хард. Турнир имеет категорию ATP Masters 1000.
Соревнования прошли с 29 октября по 6 ноября 2016 года.
Прошлогодними чемпионами являются:
- Одиночный турнир —  Новак Джокович
- Парный турнир —  Иван Додиг /  Марсело Мело.

## Общая информация
Одиночный турнир собрал семь из десяти представителей Топ-10 и всех представителей первой пятерки. Возглавил этот список лидер мировой классификации и чемпион трёх последних розыгрышей турнира в Париже Новак Джокович. Его главными конкурентами считались второй номер посева и прошлогодний финалист Энди Маррей, № 3 Стэн Вавринка и № 4 Милош Раонич. Первым из них турнир покинул Стэн Вавринка, проиграв в первом матче на турнире на стадии второго раунда немцу Яну-Леннарду Штруффу, который пробился в основную сетку через квалификацию. Далее в четвертьфинале неожиданно турнир покинул Новак Джокович. Лишить четвёртого титула подряд его смог № 9 посева Марин Чилич. Хорват в свою очередь в следующей встрече 1/2 финала сам проиграл несеянному Джону Изнеру. Другой полуфинал между Марреем и Раоничем не состоялся из-за травмы теннисиста из Канады. В итоге Маррей второй раз подряд вышел в финал в Париже и в отличие от прошлого года смог завоевать титул, обыграв в трёх сетах Джона Изнера. Он стал третьим представителем Великобритании после Грега Руседски (1998) и Тима Хенмен (2003), кому покорился местный турнир.
В парном турнире прошлогодние чемпионы Иван Додиг и Марсело Мело не защищали свой титул, однако Мело сыграл на турнире в паре с Вашеком Поспишилом. посеянной под шестым номером. Их дуэт смог выйти в полуфинал, где их обыграли Хенри Континен и Джон Пирс. В финале Континен и Пирс смогли обыграть и первых номеров посева Николя Маю и Пьер-Юга Эрбера и неожиданно выиграть главный приз. Континен стал первым представителем Финляндии, которому покорился турнир в Париже в любом разряде.

## Соревнования

### Одиночный турнир
Энди Маррей обыграл  Джона Изнера со счётом 6-3, 6-7(4), 6-4.
- Маррей выигрывает 8-й одиночный титул в сезоне и 43-й за карьеру в основном туре ассоциации.
- Изнер сыграл 2-й одиночный финал в сезоне и 22-й за карьеру в основном туре ассоциации.

### Парный турнир
Хенри Континен /  Джон Пирс обыграли  Николя Маю /  Пьер-Юга Эрбера со счётом 6−4, 3−6, [10−6].
- Континен выигрывает 6-й парный титул в сезоне и 12-й за карьеру в основном туре ассоциации.
- Пирс выигрывает 4-й парный титул в сезоне и 10-й за карьеру в основном туре ассоциации.